# Bombino
Omara "Bombino" Moctar é um internacionalmente aclamado guitarrista e compositor tuaregue da região de Agadez, no Níger. A temática de suas canções remete frequentemente às questões geopolíticas do seu país e de seu povo, e  são cantadas no dialeto tuaregue de tamaxeque. Bombino é protagonista do documentário Agadez, the Music and the Rebellion.

## Biografia
Bombino nasceu em 1980, em Tidene, Níger, um acampamento tuaregue cerca de 80 quilômetros a nordeste de Agadez. Ele é membro da tribo dos ifogas, que pertence à federação tuaregue Kel Air . Durante a explosão da Rebelião Tuaregue de 1990, Bombino, juntamente com seu pai e sua avó, foi forçado a fugir para um povoado próximo, na Argélia, onde estariam seguros . Durante esse tempo de exílio, certos parentes que o visitaram acabaram deixando uma guitarra, e Bombino começou a praticar e aprender a tocá-la por conta própria. Mais tarde, teve aulas com Haja Bebe, um renomado guitarrista tuaregue. Bebe o convidou para se juntar à sua banda, onde ele ganhou o apelido de "Bombino", derivado da palavra italiana "bambino", que significa "pequenino". Enquanto vivia na Argélia e na Líbia durante sua adolescência, Bombino e seus amigos costumavam assistir a vídeos de Jimi Hendrix, Mark Knopfler, entre outros, para aprender seus estilos. Trabalhou tanto como músico quanto como pastor no deserto próximo de Tripoli. Em 1997, voltou à Agadez e então começou sua vida como músico profissional.
O cineasta Hisham Mayet conseguiu realizar uma gravação de Bombino e sua banda, a Group Bombino, durante uma apresentação num casamento em 2007. Essas gravações, juntamente com várias performances acústicas no estilo dry guitar, podem ser ouvidas no álbum Group Bombino - Guitars from Agadez, vol. 2, lançado em 2009 pela gravadora Sublime Frequencies, de Seattle, Washington . Em 2007, as tensões cresceram novamente no Níger e acabaram explodindo outra rebelião. Na esperança de coibir qualquer tipo de manifestação, o governo do país baniu as guitarras dos tuaregues, pois o instrumento estava sendo considerado um símbolo da rebelião. Em entrevista, Bombino comentou, "Eu não vejo minha guitarra como uma arma, mas sim como um martelo com o qual posso ajudar a construir a casa do povo Tuaregue" . Bombino teve dois de seus colegas músicos executados pelas tropas do governo, forçando-o a exilar-se novamente .
Em janeiro de 2010, Bombino pôde finalmente voltar à sua terra natal. Para celebrar o fim dos conflitos, ocorreu um grande show na base da Grande Mesquita de Agadez, show este que obteve a bênção do Sultão. Na ocasião, Bombino e sua banda tocaram para mais de mil pessoas que dançavam e celebravam o fim das lutas.
Durante o tempo em que Bombino viveu exilado em Burkina Faso, o cineasta Ron Wyman tomou conhecimento das suas gravações em fita cassete e decidiu encontrá-lo, encorajando Bombino a gravar suas músicas apropriadamente. Bombino concordou e os dois produziram um álbum juntos em Agadez com a ajuda de Chris Decato. As gravações resultaram no álbum Agadez, lançado em abril de 2011, que estreou no topo do iTunes World Chart.
O sucesso de Agadez atraiu muitas estrelas da música para perto de Bombino, incluindo Dan Auerbach, da banda The Black Keys. Em junho de 2012, Auerbach começou a produzir o segundo álbum solo internacional de Bombino, intitulado Nomad. O álbum foi lançado pela Nonesuch Records em 2 de abril de 2013 e estreou na 1ª posição do iTunes World Chart e da Billboard World Chart. Em maio de 2013, Bombino iniciou uma turnê de shows pelos Estados Unidos . A turnê incluiu participações em grandes festivais de música, incluindo o Bonnaroo e o Newport Folk Festival. Em 2013, Bombino também foi convidado a abrir shows de Robert Plant, Amadou & Mariam e Gogol Bordello.
Em 1 de Abril de 2016, ele lançou o álbum Azel.

## Discografia
- 2009 - Group Bombino - Guitars from Agadez, vol. 2 (Sublime Frequencies)
- 2010 - Agamgam 2004 (Reaktion)
- 2011 - Agadez (Cumbancha)
- 2013 - Nomad (Nonesuch Records)
- 2016 - Azel (Partisan Records)
- 2017 - "La Sombra" (participação)